# 胡安·卡米洛·莫里尼奥

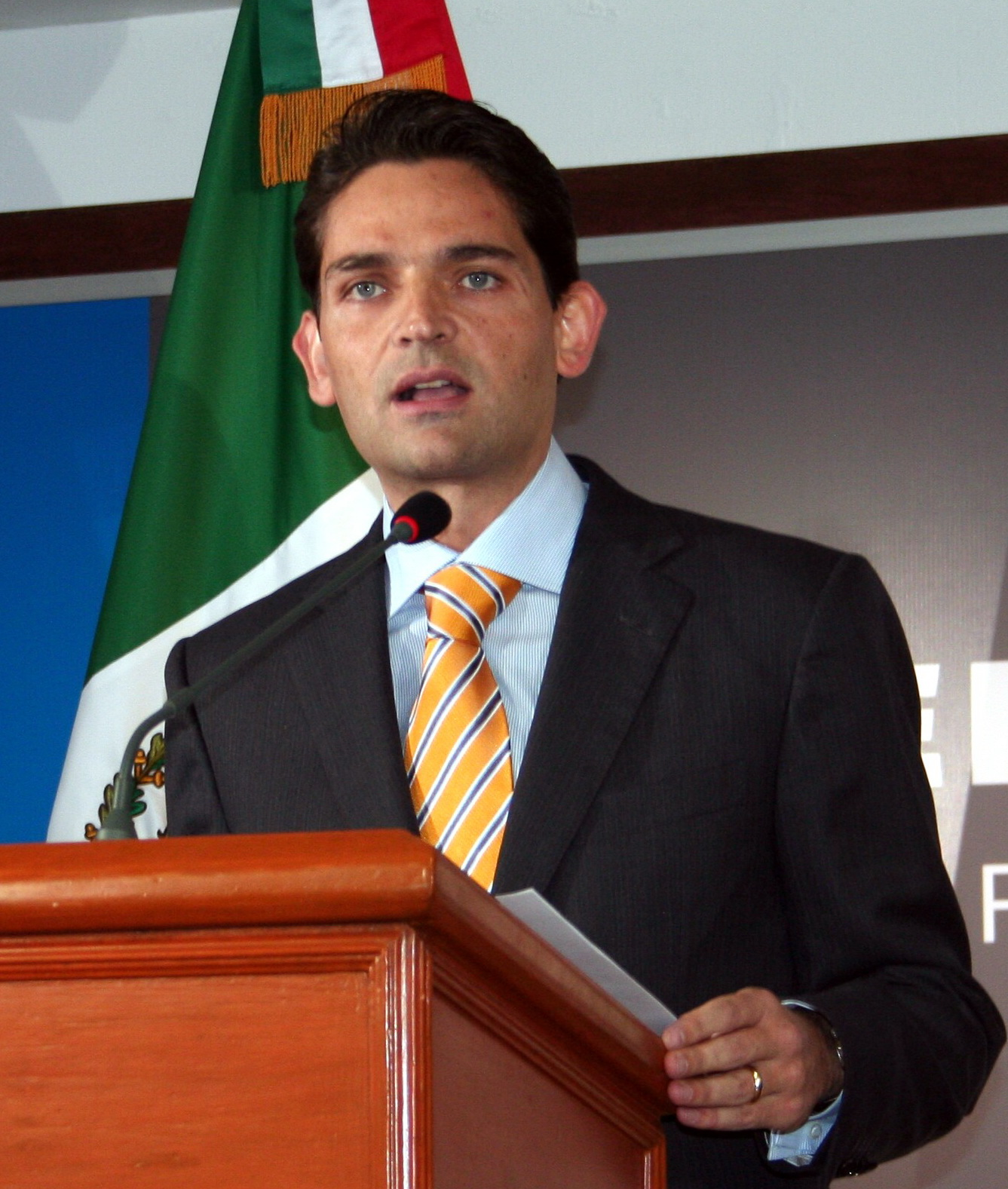
胡安·卡米洛·莫里尼奥

胡安·卡米洛·莫里尼奥（1971年8月1日—2008年11月4日），墨西哥政治家，国家行动党成员，在墨西哥总统费利佩·卡尔德龙内阁中任内政部长，2008年11月4日因飞机失事遇难。

## 私人生活
莫里尼奥出生于西班牙马德里，他的父亲是西班牙维戈塞尔塔足球俱乐部现任主席。

## 参看
- 2008年墨西哥城墜機事件